# Michael Höding
Michael Höding (* 1967 in Genthin) in ein deutscher Informatiker und Professor.

## Leben
Höding begann 1988 das Studium der Angewandten Informatik an der Technischen Universität Magdeburg und wechselte nach dem Vordiplom 1991 zum Studiengang Informatik an die Technische Universität Braunschweig. Seine Studienschwerpunkte waren Betriebssysteme, Rechnersysteme, Datenbanken und Computergrafik. Er schloss 1994 als Diplom-Informatiker ab.
Im März 2000 promovierte Höding an der Otto-von-Guericke Universität Magdeburg zum Doktor-Ingenieur.
Höding wurde im März 2003 als Professor im Fachbereich Wirtschaft der Fachhochschule Brandenburg (jetzt Technische Hochschule Brandenburg) für das Fachgebiet "Netzbasierte Anwendungen für den Handel / Electronic Business" berufen.
Er ist seit seinem 12. Lebensjahr Empfangsamateur und seit 1982 Funkamateur. Sein Rufzeichen ist DL6MHW.

## Forschung und Lehre
Zu seinen Arbeits- und Forschungsschwerpunkten gehören unter anderem die Integration von Altsystemen (Legacy Systems), Serviceorientierte Systeme, Data-Warehousing, E-Business-Software, SAP-ERP, Content-Management-Systeme und Telekommunikationsanwendungen.

## Veröffentlichungen (Auswahl)
- Manuel Raddatz, Michael Höding: "Gefangenendilemma in der WI–Lehre: Planung, Framework, Durchführung und Auswertung" in "AKWI Tagung - Prozesse, Technologie, Anwendungen, Systeme und Management 2016"; Hrsg.: Thomas Barton, Frank Herrmann, Vera G. Meister, Christian Müller, Christian Seel, S. 264–273, mana-Buch, Heide, 2016, ISBN 978-3-944330-54-9
- Michael Höding, Erik Neitzel: "Mobile Applikationen beim M-Learning" in "WISU-Das Wirtschaftsstudium" 2/13; 220–223; Langer Verlag Düsseldorf; 2013
- Erik Neitzel, Michael Höding: "Flash-Disks für das schnelle Commit in Oracle" in "GvD – Grundlagen von Datenbanken / Database Foundations Conference 2009", Universität Rostock, Juni 2010
- M. Höding: "Wiki-Technik: Hintergrund und Anwendung", in FUNKAMATEUR, Heft 10, Seiten 1059–1062, 2007.
- M. Höding: "Methoden und Werkzeuge zur systematischen Integration von Dateien in Föderierte Datenbanksysteme". Dissertationen, Shaker-Verlag, Aachen, April 2000, ISBN 978-3826573408